# 司隸 (南涼)
司隸是五胡十六国中后凉、南凉的京师地区。
后凉咸宁元年（399年），改凉州为司隶校尉，改武威郡（治所在今甘肃省武威市凉州区）为凉都尹，下辖凉都尹、武兴郡、番禾郡（治所在今甘肃省金昌市永昌县）、昌松郡（治所在今甘肃省武威市凉州区南）、广武郡（治所在今甘肃省兰州市永登县西北）。吕弘、吕超曾经担任司隶校尉。咸宁二年（400年），广武郡入南凉。神鼎二年（402年），昌松郡入南凉。神鼎三年（403年），后秦灭后凉，废除姑臧的司隶。南凉嘉平元年（408年），南凉再以姑臧为司隶校尉，下辖武威郡、武兴郡、番禾郡、昌松郡。嘉平三年（410年），武威郡姑臧改属北凉，南凉废除司隶校尉。